# Passion UA
Passion UA  — українська кіберспортивна організація, створена гравцем футбольного клубу «Арсенал» Олександром Зінченком.

## Організація
20 серпня 2022 року Олександр Зінченко оголосив про створення абсолютно нової організації.
|  | Це мрія - створити щось своє, і ця мрія врешті-решт здійснилася. Я вже не кажу про фінансову сторону, просто радість від цього і можливість представляти нашу країну. Тож є багато плюсів, що дійсно позитивно. |

Засновник команди запросив легендарного гравця Counter-Strike 1.6 "Kane", щоб створити сильну конкурентоспроможну команду для боротьби на найвищому рівні! Команда складається з молодих українських гравців віком від 16 до 23 років. 
|  | Ми сповнені рішучості, що головний чемпіон "Кейн" дасть цій команді правильний напрямок для розвитку і посприяє перетворенню в топ-команду, адже ми тут для того, щоб перемагати. |

Крім того, гравці вже встигли зібратися та провести буткемп у Варшаві.
Команда Passion UA активно бере участь у благодійних матчах.  26 лютого відбувся благодійний шоуматч з Counter-Strike 2 «Клатч Айдару», головна мета  – зібрати 30 млн гривень на засоби РЕБ, дрони та транспорт для батальйону «Айдар».

### Склад по CS 2
| Основний склад  | Основний склад | Основний склад     | Основний склад |
| Країна          | Нік            | Повне ім'я         | Роль           |
| --------------- | -------------- | ------------------ | -------------- |
| Україна         | Topa           | Олексій Топчієнко  | Капітан        |
| Україна         | Woro2K         | Володимир Велетнюк | Авапер         |
| Україна         | DemQQ          | Сергій Демченко    | Ріфлер         |
| Україна         | Kvem           | Владислав Король   | Ріфлер         |
| Україна         | jackasmo       | Микита Скиба       | Ріфлер         |
| Головний тренер |                |                    |                |
| ПАР             | T.C            | Тиян Кортецен      | Тиян Кортецен  |

| Країна  | Нік      | Повне ім'я         |
| ------- | -------- | ------------------ |
| Україна | marat2k  | Кирило Самсонюк    |
| Україна | s-chilla | Всеволод Щуров     |
| Україна | fear     | Родіон Смик        |
| Україна | jambo    | Дмитро Семера      |
| Україна | zeRRoFIX | Едуард Петровський |

## Шлях CS
Перший турнір для команди склався невдало адже це був тільки початок їхньої кіберспортивної кар'єри. 
Згодом Passion UA намагаються кваліфікуватися до PGL CS2 Major Copenhagen 2024 Europe RMR, але зазнають невдачі. Пізніше команда отримує ще один шанс, проте у фінальній частині поступаються команді Zero Tenacity.
Passion UA двічі брала участь у турнірі United21 League, зайнявши 2-ге та 4-те місця. На цьому турнірі Захисник «Арсенала» Олександр Зінченко грав у ролі стендина. 
Зінченко дебютував у матчі з ILLYRIANS, оскільки в матчі Едуард «zeRRoFIX» Петровський через проблеми з інтернетом був вимушений пропустити гру. Passion UA виграли першу мапу з рахунком 13:6.
European Pro League Season 14 видався успішним для гравців. Команда зайняла 3-тє місце та отримала 3000$.
Нещодавно команда підписала нового капітана, Родіона "fear" Смика. Натомість перший капітан  Кирило "marat2k" Самсонюк покинув команду. Організація щиро попрощалася з гравцем команди та побажала успіхів.
Перемога над командою GODSENT з рахунком 2:1 дозволила Passion UA вибороти місце в головній сцені YaLLa Compass Spring 2024 після серії перемог та поразок.
Наразі Passion UA входить в топ-100 команд за рейтингом hltv.
Після мейджору, склад покинуло двоє людей, Родіон "fear" та Всеволод "s-chilla". На заміну їм, прийшли гравці з команди IKLA, Олексій "Topa" Топчієнко та Владислав "Kvem" Король.
4 квітня 2025 року новим тренером кіберспортивного колективу Passion UA  по Counter-Strike 2 став південноафреканець 32-річний Тиян «T.C» Кортецен.

## Початок в Dota 2
27 січня 2024 року, організація анонсували відкриття складу команду з Dota 2.

### Склад по Dota 2:
| Основний склад | Основний склад | Основний склад      | Основний склад |
| Країна         | Нік            | Повне ім'я          | Роль           |
| -------------- | -------------- | ------------------- | -------------- |
| Україна        | Crystallize    | Владислав Кристанек | Carry          |
| Україна        | kreker         | Костянтин Доломакін | Support        |
| Україна        | QBFY           | Віталій Іванов      | Support        |
| Україна        | Moonlight      | Володимир Білюс     | Midlane        |
| Україна        | Batyuk         | Богдан Батюк        | Offlane        |